# Kaya (serial telewizyjny)
Kaya – popularny serial telewizyjny stworzony i emitowany przez telewizję MTV. Przedstawia ona historię rockowego zespół, który ma podpisany kontrakt z dużą wytwórnią. Opowiada życie wokalistki, Kaya'i (zagranej przez Danielle Savre) oraz jej walkę, by nie "sprzedać się" w świecie show-biznesu.

## Obsada

### Główni bohaterowie
- Danielle Savre – Kaya
- Joe Macleod – Manny
- Cory Monteith – Gunnar
- Mike Dopud – Don
- Justin Wilczyński – Taylor
- Alexia Fast – Kristin
- Robert Moloney – Rossi
- Jessica Parker Kennedy – Natalee

### Postacie drugoplanowe
- Ari Cohen – Wycieczka Thayer
- Christy Carlson Romano – Kat
- Lynda Boyd – Ellie
- Jana Mitsoula – Victoria
- Paul Anthony – Marc
- Eric Benét – T. Davis

### Muzyka
Większość z oryginalnej muzyki do serialu została wyprodukowany przez Evan Taubenfeld i Big Evil Corp w Los Angeles, CA. (Big Evil Corp składa się z Evan Taubenfeld Devin Bronson Isaac Carpenter, Mike Castonguay, Charles Moniz, Mike Plotnikoff, Machine i inni.)